# تینینگشتدت
تینینگشتدت (به آلمانی: Tinningstedt) یک شهر در آلمان است که در نوردفرایسلند واقع شده‌است. تینینگشتدت ۲۰۷ نفر جمعیت دارد.